# Myself (singolo)
Myself è un singolo del rapper canadese Nav pubblicato il 12 gennaio 2016.

## Video musicale
Il video musicale, della durata di 3:48, è stato pubblicato sul canale VEVO di Nav.

## Tracce
1. Myself – 3:46